# Rieux (Oise)
Rieux is een gemeente in het Franse departement Oise (regio Hauts-de-France). De plaats maakt deel uit van het arrondissement Clermont. Rieux telde op 1 januari 2022 1.553 inwoners.

## Geografie
De oppervlakte van Rieux bedroeg op 1 januari 2022 2,33 vierkante kilometer; de bevolkingsdichtheid was toen 666,5 inwoners per km².

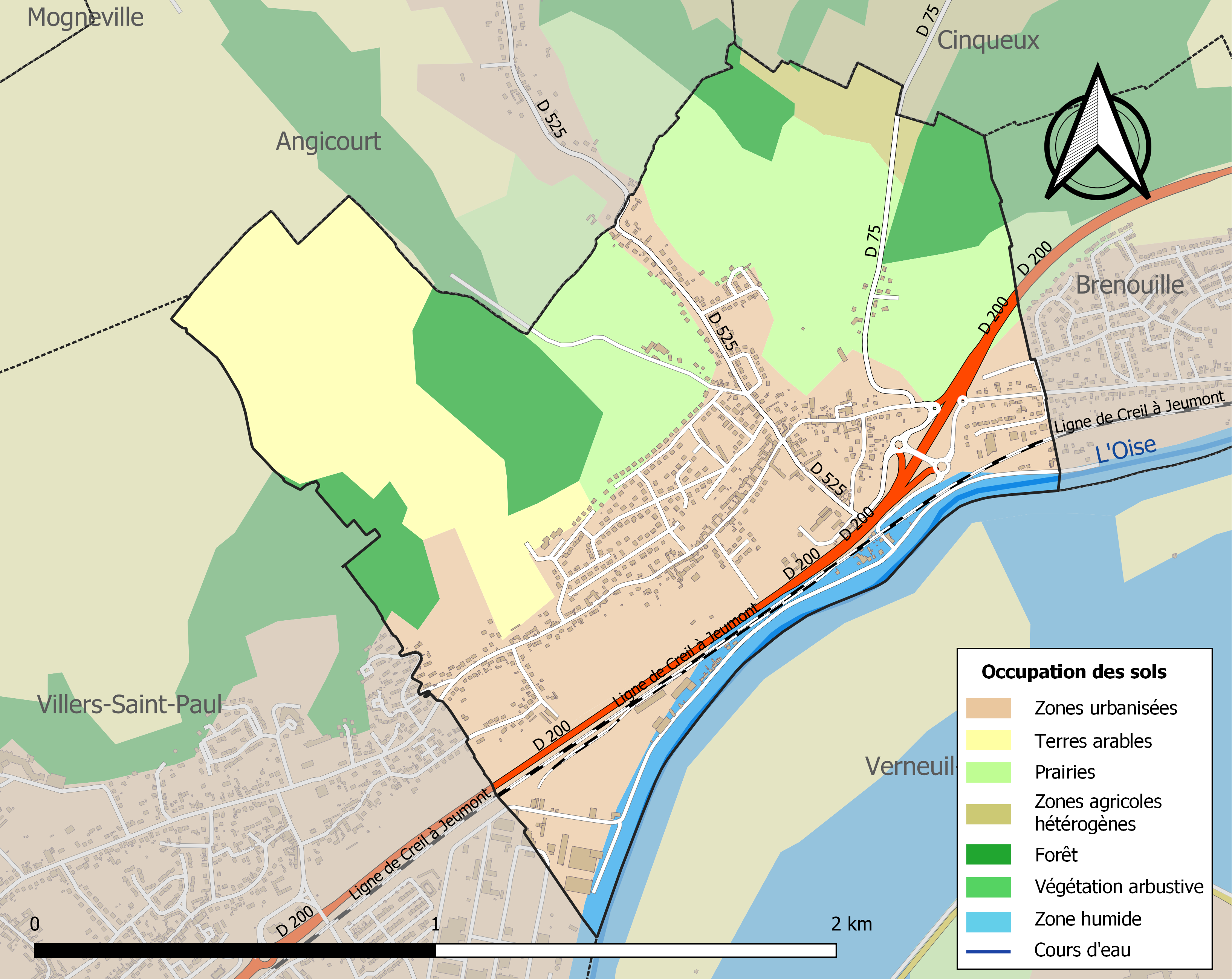
Kaart van de gemeente met belangrijkste infrastructuur, bodemgebruik en omliggende gemeenten

## Verkeer en vervoer
In de gemeente ligt spoorwegstation Rieux-Angicourt.

## Demografie
Onderstaande figuur toont het verloop van het inwonertal (bron: INSEE-tellingen).

## Externe links

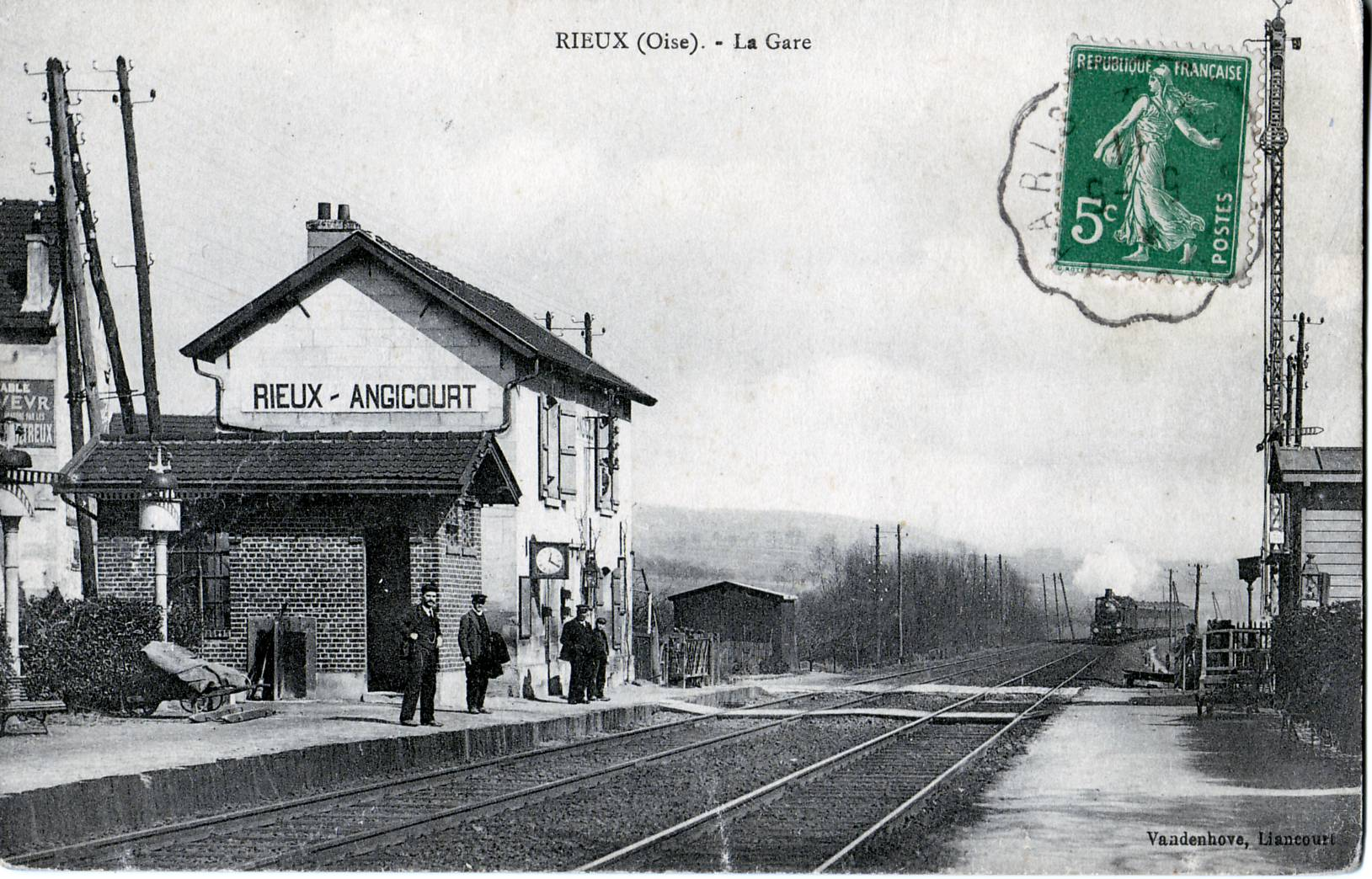
Het station van Rieux in 1911